# Jaap Mol
Jaap Mol (né le 3 février 1912 à Koog aan de Zaan aux Pays-Bas et mort le 9 décembre 1972 à Amsterdam) était un footballeur international néerlandais.

## Biographie
On sait peu de choses sur sa carrière, sauf qu'il évoluait dans l'équipe du championnat néerlandais du KFC Koog lorsqu'il participa avec l'équipe des Pays-Bas de football à la coupe du monde 1934 en Italie.